# Bo Xian (meteoryt)
Bo Xian (inna nazwa: Boxian) – meteoryt kamienny należący do amfoteryty LL 3,9, spadły w 1977 roku w chińskiej prowincji Anhui. Z miejsca upadku meteorytu pozyskano 7,5 kg materii meteorytowej. Meteoryt Bo Xian jest jednym z czterech meteorytów znalezionych w prowincji Anhui.